# Корт (Белуно)
Корт (итал. Cort) је насеље у Италији у округу Белуно, региону Венето.
Према процени из 2011. у насељу је живело 23 становника. Насеље се налази на надморској висини од 586 м.